# Новомихайловський сільський округ
Новомиха́йловський сільський округ (каз. Новомихайлов ауылдық округі, рос. Новомихайловский сельский округ) — адміністративна одиниця у складі Мамлютського району Північноказахстанської області Казахстану. Адміністративний центр — село Новомихайловка.
Населення — 2050 осіб (2021; 2443 у 2009, 3202 у 1999, 3351 у 1989).
Станом на 1989 рік існували Мінкесерська сільська рада (села Бексеїт, Мінкесер) та Новомихайловська сільська рада (села Катанай, Новомихайловка, Токаревка). Село Катанай було ліквідовано 2024 року.

## Склад
До складу округу входять такі населені пункти:
| Населений пункт      | Старі назви | Населення, осіб (1989) | Населення, осіб (1999) | Населення, осіб (2009) | Населення, осіб (2021) |
| -------------------- | ----------- | ---------------------- | ---------------------- | ---------------------- | ---------------------- |
| Бексеїт, село        | -           | 499                    | 549                    | 460                    | 356                    |
| Катанай, село        | -           | 355                    | 280                    | 82                     | 5                      |
| Мінкесер, село       | -           | 1036                   | 980                    | 889                    | 796                    |
| Новомихайловка, село | -           | 1246                   | 1202                   | 887                    | 780                    |
| Токаревка, село      | -           | 215                    | 191                    | 125                    | 113                    |